# غابي أندريه
غابي أندريه (بالفرنسية: Gaby André)‏ هي ممثلة فرنسية، ولدت في 5 مارس 1920 في فرنسا، وتوفيت في 27 أغسطس 1972 بروما في إيطاليا بسبب سرطان.

## وصلات خارجية
- غابي أندريه على موقع IMDb (الإنجليزية)
- غابي أندريه على موقع ألو سيني (الفرنسية)
- غابي أندريه على موقع أول موفي (الإنجليزية)
- غابي أندريه على موقع قاعدة بيانات الأفلام السويدية (السويدية)
- غابي أندريه على موقع قاعدة بيانات الفيلم (الإنجليزية)
- غابي أندريه على موقع كينوبويسك (الروسية)